# アマルフィ 女神の報酬
『アマルフィ 女神の報酬』（アマルフィ めがみのほうしゅう）は、2009年7月18日に公開された日本映画。題名のアマルフィとは、ロケが行われたイタリアの町の名前である。

## 概要
フジテレビ開局50周年記念作品。撮影は全編イタリアのローマ市内を中心に敢行され、一部日本でも行われるなど、「フジテレビの映画で過去最高額の製作費が投じられた」と舞台挨拶で大多プロデューサーが発言し、2006年に製作された映画『大奥』の25億円を上回ることを明らかにした。主題歌にサラ・ブライトマンの「Time to say good bye」を起用し、劇中にも出演して同歌を歌わせたり、NTTドコモを巻き込んだ大規模な宣伝を行ない、配給の東宝は当初50億円は見込めると発表していたが、最終興行収入は36.5億円に終わった。 また、2011年1月3日に地上波で放送されたが、視聴率は9.8%だった。
監督はフジテレビの演出家西谷弘、原作は真保裕一による。脚本は両者の共同によるが、スタッフのクレジットに「脚本」は明示がなく、この点に関して日本シナリオ作家協会から抗議がなされた。また、真保による小説『アマルフィ』が公開前の2009年4月に扶桑社より刊行されたが、これは映画のため作られた最初のプロットを基にして、脚本の最終稿とは別に執筆された。したがって、クレジット上は「原作」となっているものの、この小説がすでに完成していてそれをベースに映画化したわけではなく、逆に小説が映画のノベライズということでもない。
フジテレビの亀山千広は50周年記念に映画を作るにあたって、オリジナルストーリーで製作することを決め、2006年、大多亮に製作を持ちかけた。大多は監督の西谷に「観光映画として作ってほしい」と依頼したという。そのため、通常の映画製作と違い、肝心のストーリーよりも先に、織田裕二を主演とすることとメインロケの観光地が決定された。アマルフィは、複数の観光地をリサーチしている段階で、町の写真と、言い伝えに大多が魅力を感じたため題名に決定し、その後、真保裕一が企画に参加してストーリー作りと脚本作業が始まった。小説版出版直後の雑誌『ダ・ヴィンチ』6月号（メディアファクトリー）の真保裕一インタビューの中に、3年前の秋にプロット作りに誘われたのがそもそもの始まりであるとの記述がある。当初は『女神の50秒』という副題であり、初期のウェブやポスターなどの宣伝では、その副題で告知されていた。予告編では織田のキャラを示す「アンタがいるってことは、派手なことが起こるってことだろ？」というセリフが印象的に使われた。また新年のローマでの打ち上げ花火の映像に合わせて「イタリア全土で大規模テロ勃発」という派手な文字が流された。
撮影は2008年12月半ばから2009年3月にかけて行われ、観光映画にふさわしく、ローマ市内が中心で、ローマ歴史地区、スペイン階段、サンタンジェロ城、カピトリーニ美術館、コロッセオ、テルミニ駅、フィウミチーノ空港、ローマ以外ではカゼルタ宮殿、アマルフィ、ポジターノ、ラベッロの世界遺産を中心としておこなわれた。また、スタジオ撮影は日本映画としては初めて、イタリア最古の映画スタジオであるチネチッタ・スタジオで行われた。
2011年1月より『木曜劇場』枠で続編となる連続テレビドラマ『外交官 黒田康作』が放送され、同年6月に映画第2作となる『アンダルシア 女神の報復』が公開された。

## あらすじ
2009年12月22日、外交官の黒田康作は、イタリア旅行中の矢上紗江子と共に、クリスマス期間で賑わうローマ市内のホテルに滞在していた。その前日、テロ予告を受け、黒田は在イタリア日本大使館に赴任したばかりだった。ローマで開催されるクリスマスのG8外務大臣会合に出席する川越外務大臣のイタリア訪問準備に追われる中、偶然、日本人少女誘拐事件に巻き込まれる。美術館の公衆トイレに少女が入った際、何者かに連れ去られたという。黒田は犯人に少女の父親だと偽ったことから、少女の母である紗江子の「夫」として同じホテルに泊まることになり、身代金の取引にも関わることになる。犯人側は取引場所に、なぜかローマの観光地ばかりを指定してくるが、警察に通報したことが露見し、最初の取引は失敗に終わる。しかし、その後の取引再開時、携帯電話の逆探知によって居場所を特定したアマルフィへ向かう。そこで黒田はついに犯人の目星をつけるが、実はこの誘拐と黒田らの捜査こそが、犯人グループの真の目的のために仕組まれた計画の一部だった。
一連の犯行の動機は、7年前に中近東のある軍事政権が行った市民虐殺事件に端を発する。仲間を虐殺された藤井昌樹らボランティアNGOメンバーによる復讐だったのだ。彼らは復讐の標的を、虐殺を行った軍事政権ではなく、陰で資金援助していた日本政府の川越大臣に定め、川越に事実を自白させた上で殺害することを最終目的としていた。誘拐をはじめとする全ての犯罪行為は、在イタリア日本大使館に侵入するための計画に過ぎなかった。黒田はそれを阻止すべく日本大使館へ急ぐ。7年前に妻を殺害された藤井に対し、黒田は紗江子からの「私と娘にしたことを生きて償ってほしい」という伝言を伝え、「説得」によって藤井のテロを食い止めようとする。

## キャスト
- 織田裕二 - 黒田康作（駐イタリア日本大使館一等書記官）
- 天海祐希 - 矢上紗江子（娘を誘拐された旅行者。元看護師）
- 佐藤浩市 - 藤井昌樹（紗江子の知り合いの商社マン、愛する妻を殺された復讐に生きながら、紗江子と一緒にいる黒田に嫉妬する）
- 戸田恵梨香 - 安達香苗（駐イタリア日本大使館外交官補）
- 大塚寧々 - 羽場良美（駐イタリア日本大使館員）
- 伊藤淳史 - 谷本幹安（駐イタリア日本大使館員）
- 佐野史郎 - 西野道生（駐イタリア日本大使館参事官）
- 小野寺昭 - 菊原清文（駐イタリア特命全権大使）
- 平田満 - 川越亘（外務大臣）
- 大森絢音 - 矢上まどか（誘拐される紗江子の娘。目に障害を持つ）
- ロッコ・パパレオ - パルトリーニ（ローマ市警の警部）
- サラ・ブライトマン - サラ・ブライトマン（ソプラノ歌手。本人役）
- 福山雅治 - 佐伯章悟（G8を取材するフリーライター。黒田に情報を提供する） ※特別出演
- 中井貴一 - 片岡博嗣（外務次官） ※声の出演
- ALICE PALAZZI - アルマ（美術館職員）
- DAVIDE LORINO - ファトス（修道士）
- ANDREA GHERPELLI - イスマイル（ベルボーイ）

## スタッフ
- 監督：西谷弘
- 脚本：なし（「脚本」クレジット不表示公開を参照）
- 原作：真保裕一『アマルフィ』（扶桑社刊）
- 主題歌：サラ・ブライトマン「Time To Say Goodbye」（EMIミュージック・ジャパン）
- 制作統括：豊田皓
- 製作：堀口壽一、島谷能成、高田佳夫、尾越浩文、杉田成道、永田芳男
- エグゼクティブプロデューサー：亀山千広
- 企画・プロデュース：大多亮
- プロデューサー：臼井裕詞、和田倉和利
- ラインプロデューサー：森賢正、森徹
- 音楽：菅野祐悟
- 撮影：山本英夫
- 照明：小野晃
- 監督補：池上純哉
- 配給：東宝
- 製作委員会：フジテレビジョン、東宝、電通、ポニーキャニオン、日本映画衛星放送、アイ・エヌ・ピー、FNS27社
- 制作プロダクション：シネバザール
- 協賛：NTTドコモ

## 「脚本」クレジット不表示公開
- 本作には脚本家のクレジットが存在しない。そのため、「脚本家軽視の疑いがあり、これは前代未聞の異常事態」として日本シナリオ作家協会から制作者側は抗議を受けた[7][8][9]。シナリオは小説版作者の真保裕一と監督の西谷弘が担当したが、「一人で書き上げたわけではない」と真保が辞退し、最終的に仕上げたはずの西谷まで表示を辞退したため、クレジットがなくなったという。
- 製作報告会見で真保は、自分はアマルフィへ取材には行っておらず、スタッフがロケハンをしてきた資料をもとに話の整合性を整えていく役割だったと明かした。
- 『月刊シナリオ』2009年11月号の誌上でこの問題の事情について、フジテレビの臼井裕詞プロデューサーが真保の意見を説明している。それによると、真保は「小説家仲間にこれが自分の脚本だとは思われたくない」と話し、辞退したという。
- 小説版のあとがきで真保は「最初のアイデアが気に入っていたので小説ではそちらを採用した」と記している。犯人グループが映画と違い、小説版にはアマルフィの由来と、チェチェン紛争に絡むマスコミが報道しない実在の社会問題という犯行動機が盛り込まれたストーリーとなっている。

## 撮影エピソード
- 主題となるアマルフィの撮影は、アマルフィ海岸に点在する複数の町で行なわれている。アマルフィでは街並みの風景や矢上紗江子が街中を歩くシーンが撮影され、織田と天海が演技をする海岸のシーンはポジターノ、紗江子がイタリア人に拉致されそうになる教会前のシーンはラベッロ、ホテルやその玄関及び駐車場のシーンは、アマルフィのHOTEL SANTA CATERINA Amalfiで撮影された。なお、予告編の中盤で「アマルフィに隠された秘密とは」とのテロップに重なる町並みはボジターノである。
- 黒田と紗江子がアマルフィへ向かう海岸のシーンの空撮で、実際に車を運転をしているのは織田本人である。
- 初期の告知では舞台としてナポリの名前が入っていたが、本編では登場していない。
- 冒頭のイタリア人が言う日本語の「おやすみなさい」という言葉は、監督がその言い方が気に入らなかったため11回撮りなおした。また、中盤の「おかえりなさい」も7回撮りなおした。ただNGの理由は説明されないため、主演の織田は「俺が悪いのかと思った」と『トリビアの泉 〜素晴らしきムダ知識〜』の『アマルフィ』番宣番組で語った。
- 終盤で安達（戸田恵梨香）がイタリア語を一生懸命覚えて、1分間イタリア語で喋るというシーンが撮られたが、全てカットされた。戸田はなぜカットしたのか、公開前日に放送された『公開記念特番 キャストが語るアマルフィ』の中で監督に問いただしたが、監督は「より良い映画作りのため」とあいまいな答えにとどめた。
- FTBのインタビューで織田裕二は、監督の演出について「何も言わずにすぐNG。芝居としてOKなんですけど」と現場での苦労を語った。
- 主人公の名前について、亀山プロデューサーは製作報告会見で、織田裕二のもう一つのキャラクターを作るために「青い織田から黒い織田へ」ということで『踊る大捜査線』の主人公・青島俊作に対して黒田康作という名前になったと語った。
- 劇中で頻繁にドコモの携帯電話での会話や写真付きメールなどが登場する。これはNTTドコモが協賛しているため。
- 宣伝用の第1弾ポスター及びチラシの主要キャストの4人が並ぶ写真は、ポスター作成段階では佐藤浩市はまだ撮影に入っておらず、本作での写真がないため映画『ザ・マジックアワー』の一場面の写真が用いられている。また宣伝に使用される映画の場面スチールでも、シーンの切り抜きではなく、出演者とローマの観光地の風景が合成された画像が使用されている。

## 備考
- 大多プロデューサー、亀山プロデューサー共に、記者会見や文化通信のインタビューで、長期の海外ロケや有名な観光地を借りての撮影、スタッフ、関係者のロケ観光地での滞在費などがかさみ予算オーバーしたことを打ち明けた。
- メイキングのロケ現場の映像では、スタッフ以外の一部関係者がモザイクで加工され隠されている[10]。
- 企画とプロデュースを務め、実質映画の責任者だった大多亮は、映画公開直前の2009年6月26日になってドラマ制作センターから異動になった。
- 本編中に突然映像が真っ暗になる箇所があり、苦情に対応するため、一部劇場では「途中で映像が途切れる部分がありますが、演出によるものです」といった注意書きが掲示された。DVDでも修正はされていない。
- 約2時間の本編はローマを中心に物語が進行し、題名の観光地アマルフィが登場するのは20分程である。
- アマルフィの全景を見られる空撮シーンはピンボケしているカットが使用されている。これは黒田が運転して走る車にピントを合わせていたためである。また、車が隠れた岬部分ではどこにもピントが合っていない。 また人を消すためにCG処理をしているが、人の影だけが残っている。
- スペイン階段で、黒田が不注意にも落ちているジェラートを踏んづけて靴も拭かずに駆け上がるシーンがあるが、このジェラートは、ロケ時点ではまだスペイン広場での飲食禁止が施行されていなかったためである。作中の設定時間では既に飲食禁止となっている。
- フジテレビと日本大使館などが主催の日本文化紹介イベント「ジャパンイタリー」の一部として、宣伝の一環でローマのティベリーナ映画祭で特別に上映された[11]。ただ一般公開はされていない。
- フジテレビ系列局では、映画公開まで連日大量の番宣やCM、織田裕二作品の再放送を流し、局制作の映画としてはありがちな公共の電波ただ乗りの宣伝方法に批判が起きたが[12]、フジの番組がどこも宣伝色に染まった公開初日、『めちゃ×2イケてるッ!』だけはアマルフィの宣伝絡みの内容はせず、裏番組だったTBSのドラマ『MR.BRAIN』のパロディをやっていた。また公開中もフジテレビが放映するスポーツ中継『バレーボール・ワールドグランプリ』の番宣でも「外交官黒田も女子バレーを応援しています」などと無関係な映画を絡めた内容の告知を入れていた。
- 『週刊朝日』『文藝春秋』『週刊文春』『週刊新潮』『ぴあ』『SCREEN』『キネマ旬報』などの雑誌で酷評され、多くの映画評論家から厳しい評価をつけられた。
- TBSラジオ『ライムスター宇多丸のウィークエンド・シャッフル』のシネマハスラー2009年全映画ランキングでは、対象53作品中ワースト5位[13]。宇多丸は「有名映画のシーンをつなぎ合わせて足しただけの広告代理店的発想で面白くなるわけがない」と一蹴した。
- 織田は自身のファンクラブイベントで、ファンに対し、携帯のプロモーション動画を見た人がいるか尋ねたが、実際に見たファンが少なかったため、がっかりしていた。

## 受賞
- 2009年の最低映画を決める第3回HIHOはくさい映画賞では、『アマルフィ』が最多の3部門で選ばれた。
  - 最低主演男優賞（織田裕二）
  - 最低脚本賞（脚本クレジットがないため受賞者なし）
  - 最低映画としての特別功労賞（亀山千広）

## アマルフィ ビギンズ
NTTドコモが展開するドコモ動画で、フジテレビがプロモーションの一環として制作し、映画公開中に無料配信された動画。2009年6月5日より毎週金曜日に1話約9分の全5話が配信された。DVD、ブルーレイ版の「ビギンズ・セット」にも収録されている。

### ストーリー
黒田外交官がローマに着任する24時間前のマカオで、黒田とカジノ王が、日中政治交渉をカジノ対決で決着をつけるというストーリー。

### キャスト（ビギンズ）
- 織田裕二 - 黒田康作(外交官)
- 山本未來 - クーリー(カジノ王)
- 松重豊 - クーリーを名乗る男
- 小須田康人 - カジノのディーラー
- 程波 - カジノの客
- スチュアート・オー - カジノの客
- イアン・ムーア - カジノの客
- 松田優 - クーリーの部下
- テイ龍進 - クーリーの部下
- 中井貴一 - 片岡博嗣 (外務事務次官)（声の出演）

### スタッフ（ビギンズ）
- 監督 - 小林義則
- 脚本 - 山岡潤平
- 監修 - 西谷弘
- 制作協力 - 共同テレビジョン
- 映像制作 - 東宝映像美術
- 製作 - フジテレビジョン